# Bart al futuro
Bart al futuro, titulado Bart to the Future en la versión original, es el decimoséptimo episodio de la undécima temporada de la serie animada Los Simpson, estrenado en Estados Unidos por la cadena FOX el 19 de marzo de 2000. Fue escrito por Dan Greaney y dirigido por Michael Mercantel. El título del episodio es una referencia a la película Back to the Future. Es el segundo episodio de seis que tratan sobre el futuro (junto con Lisa's Wedding, Future-Drama, Holidays of Future Passed y Days of Future Future y Barthood).
Fue considerado el peor episodio de la serie por la edición del 7 de febrero de 2003 de Entertainment Weekly.

## Coincidencias

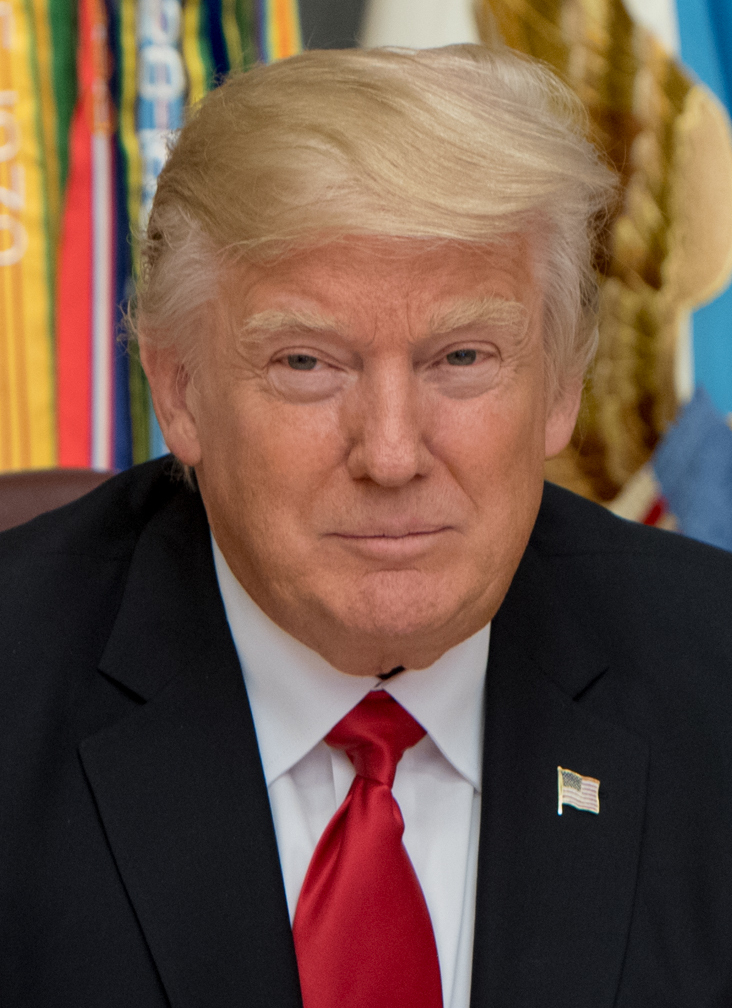
El expresidente de los Estados Unidos Donald Trump (2017 - 2021, 2025 - 2029)
es mencionado en el episodio.

## Sinopsis
La historia comienza cuando Bart va con el resto de la familia a un casino indio. Después de meterse en un altercado por la caja del muñeco Gabbo, Bart conoce al dueño del casino que también es un brujo adivino que le revela como será su vida y la de su familia dentro de 30 años.
Según la visión, Homer y Marge aún están casados y Maggie tiene una bebé igual a ella. Lisa es la primera presidente electa de Estados Unidos, siendo sucesora del presidente Donald Trump. Pero Bart es un hombre desempleado y endeudado que vive junto a Ralph Wiggum, con el que tiene un grupo musical sin éxito alguno.
Bart va a pedirle dinero a sus padres, recibiendo una rotunda negativa. Luego recurre a un ciego y decrépito Flanders, recibiendo una suma a regañadientes. Al ver que lo echaron de su departamento por falta de pagos, Bart decide ir a ver a Lisa para mudarse.
Por otro lado, como consecuencia del ascenso de Lisa, su familia se van a vivir a Washington D.C y se trasladan a la Casa Blanca. A su llegada, Homer recorre toda la extensión de la residencia para encontrar el "Oro de Lincoln", un supuesto tesoro que le pertenecía a Abraham Lincoln.
Bart se aprovecha de la posición de Lisa para actuar frívolamente, por ejemplo, enviar el Marine One (helicóptero presidencial) para trasladar a Ralph e interrumpir reuniones de Lisa con su gabinete en medio de una crisis económica. Cuando Bart interrumpe con una canción a su hermana mientras esta da su mensaje presidencial este revela la verdadera intención del mensaje presidencial en vivo por televisión, por lo que la nueva presidenta pierde gran parte del apoyo de los ciudadanos del país. A raíz del incidente, Lisa engaña a Bart asignándole un cargo ridículo. Pronto, el joven Simpson se daría cuenta de que su hermana lo engañó para deshacerse de él.
Después de un duro trabajo, Homer encuentra un baúl enterrado en el jardín de la Casa Blanca que según él, contiene el Oro de Lincoln. Cuando Marge revisa el contenido del baúl, ve que es una carta escrita por el mismo Lincoln donde alababa el país y el civismo del americano. Homer termina muy decepcionado.
Bart se arma de valor y decide confrontar a su hermana pero luego nota que ella estaba en problemas porque los países de Europa y Asia   estaban exigiendo una compensación económica debido a la crisis. Bart se entromete y engaña a los presidentes de las naciones y salva de un inminente conflicto internacional a Estados Unidos. Lisa le pide perdón; Bart acepta sus disculpas con la condición de que legalice la marihuana, a lo que ella accede.
Finalizando el episodio, el dueño del casino le recomienda a Bart que cambie de actitud para que no le pase lo que había visto. A su salida del casino, el niño se encuentra con su familia y les comenta una versión alterada de su visión.